# Dia Mirza
Dia Mirza Handrich (hindi: दिया मिर्ज़ा) (ਪੰਜਾਬੀ: ਦੀਆ ਮਿਰਜ਼ਾ) lub Diya Mirza Handrich, pseudonim Dee, (ur. 9 grudnia 1981 w Hajdarabadzie, (Andhra Pradesh, Indie) to indyjska modelka i aktorka bollywoodzka. Miss Asia Pacific w 2000 roku. Jej ojcem był niemiecki projektant wnętrz, matka - Deepa Mirza - pochodziła z Bengalu. Rodzice rozwiedli się, gdy miała 6 lat, ojciec umarł, gdy miała 9 lat. Matka ponownie wyszła za mąż za Ahmeda Mirza, którego nazwisko Dia nosi. Wychowana w muzułmańskim domu, jest jednak wyznania hinduistycznego, wierzy w Ganeśa. 

## Filmografia
| Rok  | Film                          | Rola                   | Uwagi                                                 |
| ---- | ----------------------------- | ---------------------- | ----------------------------------------------------- |
| 2001 | Deewaanapan                   | Kiran Choudhary        |                                                       |
| 2001 | Rehna Hai Tere Dil Mein       | Reena Malhotra         |                                                       |
| 2002 | Tumko Na Bhool Paayenge       | Muskaan                |                                                       |
| 2003 | Tehzeeb                       | Nazneen Jamal          |                                                       |
| 2003 | Pran Jaaye Par Shaan Na Jaaye | Saundarya              |                                                       |
| 2003 | Dum                           | Kaveri                 |                                                       |
| 2004 | Stop!                         | Shama                  |                                                       |
| 2004 | Tumsa Nahin Dekha             | Jia Khan               |                                                       |
| 2004 | Kyun...! Ho Gaya Na           | Preeti                 | gościnnie                                             |
| 2005 | Naam Gum Jaayega              | Natasha/Gitanjali      |                                                       |
| 2005 | Szantaż                       | Anjali Mohan           |                                                       |
| 2005 | Poślubiona                    | Gayatri Tantiya        |                                                       |
| 2005 | Dus                           | Anu Dheer              |                                                       |
| 2005 | Koi Mera Dil Mein Hain        | Simran                 |                                                       |
| 2006 | Fight Club - Members Only     | Anu Chopra             |                                                       |
| 2006 | Phir Hera Pheri               |                        | w piosence                                            |
| 2006 | Alag                          | Purva Rana             |                                                       |
| 2006 | Lage Raho Munna Bhai          | Simran                 |                                                       |
| 2006 | Prateeksha                    | Reena Brown            | TV                                                    |
| 2007 | Honeymoon Travels Pvt. Ltd.   | Shilpa                 |                                                       |
| 2007 | Shootout at Lokhandwala       | Mita Matu              |                                                       |
| 2007 | Cash                          | Aditi                  |                                                       |
| 2007 | Heyy Babyy                    |                        | gościnnie w piosence                                  |
| 2007 | Om Shanti Om                  |                        | gościnnie                                             |
| 2007 | Dus Kahaniyaan                | niewidoma nauczycielka |                                                       |
| 2008 | Kabhi Bhi Kahin Bhi           |                        | w produkcji                                           |
| 2008 | Alibaug                       |                        | zapowiedziany                                         |
| 2008 | Naa Naa Karte                 | zapowiedziany          |                                                       |
| 2008 | Familywala                    |                        | (wcześniejsza nazwa 'Dil Sachcha Aur Chehra Jhootha') |
| 2008 | Bidhaatar Lekha               | Ria                    | zapowiedziany                                         |
| 2008 | Kayanaat                      |                        | zapowiedziany                                         |
| 2008 | Bits & Pieces                 |                        | zapowiedziany                                         |
| 2008 | Aankh Micholi                 |                        | zapowiedziany                                         |
| 2008 | Krazzy 4                      |                        | zapowiedziany                                         |
| 2008 | Fruit and nuts                |                        | zapowiedziany                                         |